# Oostelijke snelloper
De oostelijke snelloper (Limodromus krynickii) is een keversoort uit de familie van de loopkevers (Carabidae). De wetenschappelijke naam van de soort werd in 1835 gepubliceerd door Gustav Sperk.